# إيجابية كاذبة (فلم 2021)
إيجابية كاذبة (بالإنجليزية: False Positive) فيلم رعب، وغموض، وإثارة أمريكي لعام 2021، من إخراج جون لي، ومن سيناريو لي، وإيلانا جليزر. الفيلم من تمثيل النجوم جليزر، وجوستين ثيرو، وبيرس بروسنان. يتابع الفيلم لوسي، وصعوبة حملها، وتعاملها مع طبيب الخصوبة، وكشف الحقائق حول عمله. كان العرض العالمي الأول له في مهرجان تريبيكا السينمائي في 18 يونيو 2021. اصدرته شركة هولو في 25 يونيو 2021.

## طاقم التمثيل
- إيلانا جليزر: في دور لوسيا «لوسي» مارتن
- جاستن ثيرو: في دور أدريان مارتن
- بيرس بروسنان: في دور الدكتور جون هيندل
- زينب جاه: في دور جريس سينجلتون
- جريتشن مول: في دور دون
- صوفيا بوش: في دور كورغان
- جوش هاميلتون: في دور جريج
- كيلي أوكوين: في دور ديرك
- سابينا جاديكي: في دور الممرضة ريتا
- لوسي والترز: في دور مارسي[6]

## أحداث الفيلم
تعيش كاتبة الإعلانات لوسي مارتن (إيلانا جليزر) مع زوجها أدريان (جاستن ثيرو) في مانهاتن. كان الزوجان يحاولان الحمل لمدة عامين وقررا البحث عن الدكتور جون هيندل (بيرس بروسنان)، مدرس أدريان السابق، وطبيب الخصوبة الرائد. حملت لوسي بعد أن قام هيندل بتلقيحها باستخدام تقنية اخترعها. خلال الفحص بالموجات فوق الصوتية، اكتشفت أنها حامل بثلاثة أجنة: توأمان ذكر وأنثى. بالنظر إلى الظروف، يقترح هيندل اختزالًا انتقائيًا؛ يتم إنهاء إما التوائم، أو الجنين الأنثوي، لضمان حمل، وولادة صحية. قرر أدريان ولوسي إنجاب الطفلة. تنضم لوسي إلى مجموعة من الأمهات الحوامل، حيث تصادق كورغان، التي حملت باستخدام التلقيح الاصطناعي. تكتشف لوسي جريس سينجلتون، قابلة روحية ذات نهج طبيعي.
أثناء الاختزال الانتقائي، تسمع لوسي حديث أدريان وهيندل. تلتقي لوسي مع كورغان التي تشاركها في المعاناة من مضاعفات في حملها. يقدم «أدريان» جائزة للدكتور هيندل، وتضجر لوسي منه، وفي نفس الليلة، وجدت لوسي خزانة مغلقة، وتليفون أرضي غير مستعمل في مكتب أدريان، وشاركت لاحقًا كورغان أن لديها شكوكًا متزايدة في أن هيندل فعل شيئًا لابنتها التي لم تولد بعد وأن أدريان على علم بذلك. تؤكد لها كورغان أن هذا مجرد مخاوف الأم. أثناء مشاهدة مقطع فيديو على موقع الإلكتروني للقابلة جريس سينجلتون، تُهلوس لوسي بلقاء معها. تتعرض لوسي لمزيد من المضاعفات، بما في ذلك آلام البطن، يلوم هيندل هذا على اكتئاب ما قبل الولادة ويصف لها الدواء. تلتقي لوسي بجريس وتقول إنها فقدت والدتها منذ عامين. حلمت لوسي برؤية هيندل وزوجها أدريان يمارسان الجنس، تفتح لوسي خزنة أدريان وتجد ملفًا عنها، بما في ذلك دليل على أنها تخضع للمراقبة. تشارك هذا الأمر مع كوريجان التي تأخذ الملف لعرضه على زوجها المحامي، وتقترح أن تتصرف لوسي بشكل طبيعي حتى تعرف المزيد. تواجه لوسي أدريان، معترفة بأنها لا تشعر بالأمان مع هيندل، وأنها تريد التحول إلى جريس، وأنها ستترك وظيفتها.
تكتشف لوسي أن كورغان تعرف اسمها الحقيقي، وتصارحها كورغان بأنها متضامنة مع هيندل أيضًا، وأنها أعطت الملف إلى أدريان لأنها كانت قلقة بشأن حالتها العقلية. تعاني لوسي من تقلصات وتذهب إلى جريس لتلد. عندما تفعل ذلك، تكتشف أنها تلد التوأم بدلاً من الأنثى. قبل أن تتمكن لوسي من ولادة التوأم الثاني، تحثهم جريس على الذهاب إلى المستشفى بعد نزيف حاد، لكن أدريان أحضرها إلى هيندل الذي يجعلها تلد الطفل الثاني. تحدثت لوسي إلى جريس بخيبة أمل وهي مكتئبة، لكنها أدركت أنها تخيلتها على أنها أكثر مما كانت عليه. تذهب لوسي إلى عيادة هندل بعد معرفتها أن زوجها سوف يعمل معه، وتتسلل إلى غرفة سرية في العيادة، حيث تجد المشيمة والجنين المصغر. يواجهها هيندل، ويكشف للوسي أن عملية إخصابها كانت بحيواناته المنوية، كما يفعل مع جميع مرضاه، معتقدًا أن جيناته متفوقة. يحاول تخديرها لكنها تقيده على كرسي طبي، وبعد ذلك هاجمتها الممرضة دون، وبعد شجار، قامت لوسي بتخدير دون، وضرب هندل. وصلت لوسي إلى بيتها، وتخيلت نفسها تقذف التوأم من النافذة، وعندما عاد أدريان إلى المنزل، أخبرته لوسي أنها تعرف أنه كان على علم بكل شييء، وأعطته التوأم وأجبرته على المغادرة. تلتقط لوسي الجنين، وتحاول إرضاعه.

## الإنتاج والإصدار
تم الإعلان في فبراير 2019، عن أن إيلانا جليزر ستشارك في الفيلم، مع سيناريو للمخرج جون لي، وجليزر. قامت شركة ايه 24 بإنتاج الفيلم. انضم بيرس بروسنان وزينب جاه وجريتشن مول وصوفيا بوش وجوش هاميلتون إلى فريق عمل الفيلم في مارس 2019. بدأ التصوير الرئيسي في أبريل 2019، وفي ديسمبر 2020 استحوذت شركة هولو على حقوق توزيع الفيلم في الولايات المتحدة.
كان العرض العالمي الأول للفيلم في مهرجان تريبيكا السينمائي في 18 يونيو 2021، وصدر الفيلم في 25 يونيو 2021 على منصة هولو.

## استقبال الفيلم
منح موقع الطماطم الفاسدة الفيلم تقديراً مقداره 50% بناءاً على آراء 44 ناقداً سينمائياً، وكتب إجماع نقاد الموقع: «يهدف فيلم الرعب الكلاسيكي» إيجابية كاذبة«إلى تجاوز قبضته الملطخة بالدماء، لكنه يعمل بطريقة خفية تحت الجلد».
منح موقع ميتاكريتيك الفيلم تقديراً مقداره 59% بناءاً على آراء 13 ناقداً سينمائياً.
كتبت هوليوود ريبورتر مقالة إيجابية عن الفيلم، واصفة إياه بأنه مثير، بينما اعترفت بأنه قد لا يترك أي أثر لدى المشاهد تمامًا.
منح نادي «ايه في» الفيلم درجة (-B)، وكتب: «بالنسبة لفيلم بهذا القدر من الدماء، فإنه لا يترك الكثير من الآثار».
منح موقع اندي وير الفيلم درجة (+D)، وانتقده، ووصفه بانه لا يرقى لمستوى الأفلام الأخرى مثل طفل روزماري.

## وصلات خارجية
- مقالات تستعمل روابط فنية بلا صلة مع ويكي بيانات